# Секст Юлий Африкански
Секст Юлий Африкански (на латински: Sextus Julius Africanus, на гръцки: Ιούλιος Αφρικανός) е християнски пътешественик и историк, който живее в края на II и началото на III век. Той оказва силно влияние върху съвременника си Евсевий Кесарийски, както и върху по-късни църковни историци сред Отците на Църквата и гръцките летописци.

## Биография
Судата твърди, че Секст Юлий Африкански е „либийски философ“, а изследователят Гелцер го смята за човек с римски и етиопски произход. Самият Юлий се определя, че е родом от Йерусалим – което някои учени приемат за негово родно място – и живее в близкия град Емаус. Хрониката му показва добро познаване на топографията на историческа Юдея.
Малко се знае за живота на Секст Юлий Африкански, а всички дати остават несигурни. Една традиция го поставя в периода на император Гордиан III (238–244), а други източници го свързват с управлението на Александър Север (222–235). Изглежда, че Африкански познава асирийския цар Абгар VIII (176–213).
Вероятно участва във военна кампания под командването на Септимий Север срещу осроенците през 195 година. По-късно предприема посолство до император Александър Север с молба за възстановяването на Емаус, който по това време е в руини. Мисията му постига успех и градът оттогава насетне се нарича Никополис.
Африкански пътува до Гърция и Рим, а около 215 г. отива и в Александрия, привлечен от славата на нейната катехизическа школа. Владее гръцки (на който пише), латински и еврейски. В определен етап от живота си служи като войник и преди да стане християнин, изповядва езическа вяра. Всички свои трудове създава вече като християнин.
Остава неясно дали Африкански е мирянин или духовно лице. Луи-Себастиен Льо Нен дьо Тиймон смята, че обръщението му към свещеника Ориген като „скъпи братко“ е доказателство, че самият Юлий е бил свещеник. Но според Гелцер такова заключение е неубедително.

## Творчество
Африкански създава „Хронографии“ – история на света в пет тома. Произведението обхваща периода от Сътворението до 221 г. сл. Хр. Той изчислява, че между Сътворението и Иисус Христос минават 5500 години, като поставя Въплъщението на пролетното равноденствие през година А.М. 5501 (25 март, 1 г. пр. Хр.). Макар че това предполага раждане през декември, Африкански не посочва конкретна дата за Рождеството. Този начин на изчисление води до възникването на няколко „ери на Сътворението“ в Източното Средиземноморие, всяка от които поставя началото на света около 5500 г. пр. Хр.
Историята, която има апологетичен характер, не достига до наши дни в цялостен вид, но обширни откъси от нея се съхраняват в „Хрониката“ на Евсевий, който я използва широко при съставянето на ранните списъци на епископи. Фрагменти се откриват и у Георгий Синкел, Кедрин и в „Пасхалната хроника“. Евсевий предава откъси от негово писмо до някой си Аристид, в което Африкански се опитва да примири на пръв поглед противоречивите родословия на Христос в Матей и Лука, като се позовава на еврейския закон за левиратния брак – според който мъж е длъжен да се ожени за вдовицата на покойния си брат, ако последният е починал без потомство. Запазено е и кратко, но остро писмо на Африкански до Ориген, в което той оспорва достоверността на частта от Книгата на Даниил, разказваща историята на Сусана. Оригиналът на Ориген също е запазен и представлява дълъг отговор на това писмо.
Приписването на Африкански авторството на енциклопедичното съчинение „Кестой“ („Везана тъкан“) – сборник с теми от земеделие, естествознание, военна наука и други – се оспорва, главно заради светския и често наивен характер на текста. Август Нендер предполага, че Африкански пише това произведение още преди да се посвети на християнската тематика. Фрагмент от „Кестой“ е открит сред папирусите от Оксиринх. Според Енциклопедия на религиозните знания , „Кестой“ изглежда замислена като своеобразна енциклопедия на приложните науки, свързани с математика и техника, но съдържа и множество любопитни, дребни или чудодейни теми, което поставя под съмнение авторството на Африкански. Сред публикуваните части фигурират секции по земеделие, литургика, тактика и медицина (включително ветеринарна практика).